# Колима (муниципалитет)
Коли́ма (исп. Colima) — муниципалитет в Мексике, в штате Колима, с административным центром в одноимённом городе. Численность населения, по данным переписи 2020 года, составила 157 048 человек.

## Общие сведения
Название Colima заимствовано у вулкана, которое с языка науатль можно перевести как: место управляемое предками или место старого бога огня.
Площадь муниципалитета равна 746 км², что составляет 13,3 % от общей площади штата, а наиболее высоко расположенное поселение Эль-Агуакате находится на высоте 913 метров.
Он граничит с другими муниципалитетами штата Колима: на севере с Вилья-де-Альваресом и Куаутемоком, на юге с Истлауаканом, на западе с Кокиматланом, а на востоке граничит с другими штатами Мексики — Халиско и Мичоаканом.

## Учреждение и состав
Муниципалитет был образован в 1857 году, по данным 2020 года в его состав входит 171 населённый пункт, самые крупные из которых:
| Код INEGI                  | Населённый пункт                                                               | Численность населения (2005 год) | Численность населения (2010 год) | Численность населения (2020 год) |
| -------------------------- | ------------------------------------------------------------------------------ | -------------------------------- | -------------------------------- | -------------------------------- |
| 002                        | Всего                                                                          | 132273                           | 146904                           | 157048                           |
| 0001                       | Колима (исп. Colima) 19°14′35″ с. ш. 103°43′41″ з. д. (административный центр) | 123597                           | 137383                           | 146965                           |
| 0109                       | Тепамес (исп. Los Tepames) 19°05′36″ с. ш. 103°37′21″ з. д.                    | 1645                             | 1655                             | 1586                             |
| 0098                       | Писсила (исп. Piscila) 19°09′33″ с. ш. 103°42′05″ з. д.                        | 1205                             | 1352                             | 1307                             |
| 0071                       | Эль-Чаналь (исп. El Chanal) 19°17′41″ с. ш. 103°42′21″ з. д.                   | 720                              | 820                              | 1011                             |
| 0054                       | Лос-Асмолес (исп. Los Asmoles) 19°07′23″ с. ш. 103°46′26″ з. д.                | 527                              | 609                              | 639                              |
| 0077                       | Гуасимас (исп. Las Guásimas (Las Borregas)) 19°06′59″ с. ш. 103°43′30″ з. д.   | 477                              | 516                              | 632                              |
| 0688                       | Альтосано (исп. Altozano) 19°19′03″ с. ш. 103°40′05″ з. д.                     | —                                | —                                | 440                              |
| 0102                       | Кардона (исп. Cardona) 19°13′28″ с. ш. 103°39′27″ з. д.                        | 345                              | 383                              | 427                              |
| —                          | Прочие                                                                         | 3757                             | 4186                             | 4041                             |
| Названия на карте Генштаба |                                                                                |                                  |                                  |                                  |

## Экономическая деятельность
По статистическим данным 2000 года, работоспособное население занято по секторам экономики в следующих пропорциях:
- сельское хозяйство, животноводство и рыбная ловля — 6,5 %;
- промышленность и строительство — 21,2 %;
- торговля, сферы услуг и туризма — 70 %;
- безработные — 2,3 %.

## Инфраструктура
По статистическим данным 2020 года, инфраструктура развита следующим образом:
- электрификация: 99,1 %;
- водоснабжение: 96,3 %;
- водоотведение: 99,3 %.

## Фотографии
| - Интерактивный музей - Скульптура «Вулкан» - Археологическая зона Ла-Кампана - Археологическая зона Эль-Чаналь |